# Journal of Clinical Psychopharmacology
Das Journal of Clinical Psychopharmacology, abgekürzt J. Clin. Psychopharmacol., ist eine wissenschaftliche Fachzeitschrift, die vom Lippincott Williams&Wilkins-Verlag veröffentlicht wird. Die Zeitschrift erscheint derzeit mit sechs Ausgaben im Jahr. Es werden Arbeiten veröffentlicht, die sich mit allen Aspekten von psychopharmakologischen Substanzen beschäftigen.
Der Impact Factor lag im Jahr 2014 bei 3,243. Nach der Statistik des ISI Web of Knowledge wird das Journal mit diesem Impact Factor in der Kategorie Pharmakologie und Pharmazie an 69. Stelle von 254 Zeitschriften und in der Kategorie Psychiatrie an 46. Stelle von 140 Zeitschriften geführt.